# Assedio di Adrianopoli (1912-1913)
La battaglia o assedio di Adrianopoli venne combattuta durante la prima guerra balcanica tra metà novembre del 1912 ed il 26 marzo 1913, terminando con la presa di Edirne (allora Adrianopoli) da parte della 2ª Armata bulgara. La perdita di Edirne diede il colpo finale all'esercito dell'Impero ottomano e pose fine al conflitto, con la firma di un trattato di pace a Londra il 30 maggio 1913. Durante la seconda guerra balcanica l'Impero ottomano riuscì ad impossessarsi nuovamente della città e a difenderla.
La fine vittoriosa dell'assedio venne considerato un grande successo dal punto di vista militare, dal momento che le difese della città erano state accuratamente progettate dai più validi esperti militari in materia di difesa, ed erano quindi considerate "imprendibili". Dopo 5 mesi d'assedio e due coraggiosi assalti notturni, tuttavia, l'esercito bulgaro riuscì ad occupare il caposaldo ottomano. L'esercito vittorioso venne guidato e comandato dal generale bulgaro Nikola Ivanov, mentre il comandante delle forze bulgare nel settore orientale della fortezza fu il generale Georgi Vazov, fratello dello scrittore Ivan Vazov e del generale Vladimir Vazov.
Questo assedio annovera anche uno dei primi utilizzi militari di una bomba aeronautica: i bulgari fecero infatti uso di speciali granate a mano lanciate da più aerei con lo scopo di provocare il panico tra i soldati ottomani. Molti tra i giovani ufficiali che presero parte all'assedio sarebbero in seguito stati protagonisti nella politica, nella cultura e nell'industria della Bulgaria.

## Antecedenti
Il 23 ottobre 1912 la Prima armata bulgara aveva sferrato l'offensiva attraversando il confine ottomano presso il monte Sakar, incontrando così il grosso dell'esercito turco e, dopo due giorni di intensi combattimenti, riuscendo a metterlo in rotta e a ritirarsi verso la fortezza di Edirne, in Tracia. Nel frattempo la Terza armata bulgara, guidata dal generale Radko Dimitriev, aveva preso di sorpresa i turchi, attaccandoli prima sul monte Strandža e poi nella battaglia di Kirk Kilisse. Il 28 ottobre l'avanzata dell'esercito bulgaro continuò, ottenendo un'altra cruciale vittoria nella battaglia di Lüleburgaz dopo sei giorni e sei notti di duro combattimento; in questo modo l'esercito turco fu costretto a frammentare il fronte difensivo che crollò, costringendolo ad un'ulteriore ritirata e a riorganizzarsi in posizione difensiva nella fortezza di Çatalca per impedire l'invasione di Istanbul, a soli 30 km di distanza.

## L'assedio della fortezza

### Schieramento delle forze in campo

#### Le forze ottomane
Alla vigilia dello scoppio della guerra la fortezza di Adrianopoli era stata modernizzata da alcuni genieri tedeschi che l'avevano resa, almeno sulla carta, inespugnabile. Le strutture difensive si suddividevano in tre parti. Una parte anteriore, distante dagli 11 ai 9 km dalla città, era composta da trincee e postazioni di tiro dell'artiglieria. Lungo una serie di colline naturali, dai 500 metri ai 3 km, era posta la seconda linea difensiva, ed era composta da una serie di 24 fortini di pietra e terra, e da due fortini di calcestruzzo, distanti l'uno dall'altro circa un chilometro; ogni fortino alloggiava circa 300 soldati. Tra i fortini erano state scavate trincee con piattaforme di tiro che ospitavano mitragliatrici e batterie di grosso calibro, protette da strutture in calcestruzzo. Ogni fortino era collegato da camminamenti, protetto da fossati e filo spinato. Lungo il settore difensivo di nord-ovest, era stato scavato un fossato lungo circa 800 metri inondato d'acqua. La terza ed ultima linea di difesa si trovava all'interno della stessa città.
La fortezza di Edirne era sotto il comando del generale d'artiglieria Mehmed Şükrü Pasha (che nel 1903 aveva soppresso con successo la rivolta di Ilinden–Preobrazhenie), che aveva sotto il suo comando una guarnigione composta da sei reggimenti di fanteria regolari, tre divisioni di riserva, cinque reggimenti d'artiglieria, due battaglioni del genio, una compagnia di scavatori e telegrafisti e cinque squadroni di cavalleria. Tutte queste forze erano organizzate e raggruppate in cinque divisioni e due reggimenti indipendenti per un totale di 70 000 soldati e 524 ufficiali. La guarnigione era dotata anche di diversi riflettori notturni e di un pallone aerostatico per la sorveglianza del movimento nemico che però, a causa della mancanza delle attrezzature necessarie al suo funzionamento, non venne mai utilizzato. Il comando ottomano possedeva anche delle radio per la comunicazione, che però vennero subito messe a tacere nella prima fase dell'assedio. La popolazione civile della città, nonostante fosse cresciuta in maniera esponenziale a causa dell'afflusso dei profughi fino a raggiungere le 170 000 persone, aveva però garantito l'approvvigionamento di cibo e acqua per un lungo periodo di tempo.

#### Le forze bulgare
Il comando bulgaro aveva inviato contro la città la Seconda armata, comandata dal generale Nikola Ivanov, l'ottava divisione di fanteria Tundzha, comandata dal maggiore generale Dimitar Kirkov e la Nona divisione di fanteria Pleven, comandata dal generale Radoi Sirakov.

#### Le forze serbe

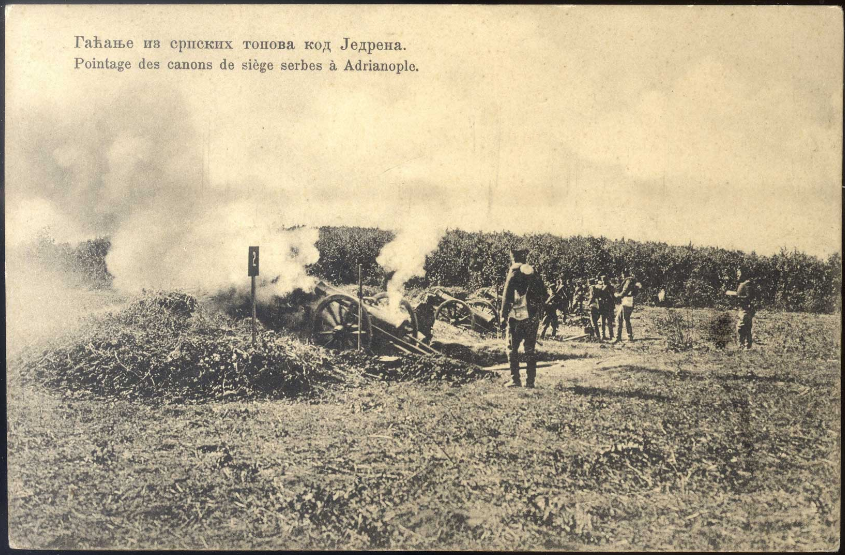
Artiglieria serba durante l'assedio

La seconda armata serba, guidata dal generale Stepa Stepanović, giunse nel teatro delle operazioni il 6 novembre. Essa era formata dalla Divisione Timok, senza il 14º reggimento, dalla Seconda Divisione Danubio, alla quale era stato aggruppato il Quarto reggimento della Riserva, e dalla Seconda Divisione d'Artiglieria Drina. In totale le forze serbe ammontavano a 47 275 uomini, 72 pezzi d'artiglieria e oltre quattromila cavalli e muli.
Le divisioni serbe vennero immediatamente impiegate nelle operazioni. La Divisione Timok, alla quale era stato aggregato un reggimento bulgaro, andò ad occupare il settore nord-orientale, compreso tra i fiumi Meriç e Tunca, lungo una linea di fronte lunga 15 km. La Divisione Danubio andò invece ad occupare il settore occidentale, compreso tra i fiumi Meriç e Arda, lungo un fronte di 5 km. Infine fu istituita una brigata di cavalleria formata dal Reggimento di cavalleria Timok e dal Reggimento di cavalleria della Guardia bulgara.

## Curiosità
Sull'assedio di Adrianopoli il futurista Filippo Tommaso Marinetti scrisse il testo Zang Tumb Tumb.